# Sindangwasa
Sindangwasa is een bestuurslaag in het regentschap Majalengka van de provincie West-Java, Indonesië. Sindangwasa telt 2108 inwoners (volkstelling 2010).